# Sylvanus Mushi Bonane
Pour les articles homonymes, voir Bonane.
Sylvanus Mushi Bonane, né le 1er janvier 1962 à Bukavu, est un avocat et homme politique du Congo-Kinshasa. Il est ministre de la Recherche scientifique du gouvernement Gizenga à partir du 6 février 2007. Mushi Bonane dirige un cabinet d’avocat à Kinshasa, et est diplômé en droit à l’université de Kinshasa et en criminologie.
En tant que ministre de la Recherche scientifique, il annonce que le gouvernement a démantelé un réseau de vente illégale d’uranium agissant en Grande-Bretagne, Afrique du Sud et les Seychelles, après l’arrestation de Fortunat Lumu, directeur de la commission de l’énergie atomique du Congo.